# Циприсовидная личинка

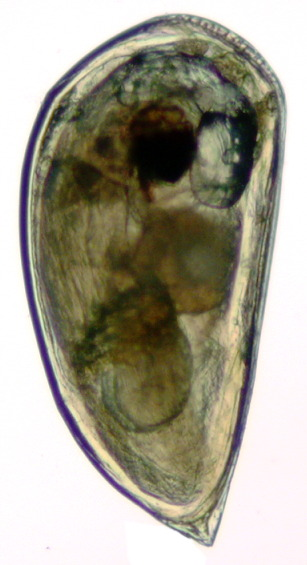

Циприсовидная личинка — последняя стадия личиночного развития усоногих ракообразных.

## Внешний вид и строение
У циприсовидной личинки есть двустворчатая раковина, в которой она находится целиком. Этим циприсовидная личинка похожа на ракушковых рачков, в частности из рода Cypris, в честь которых она и получила название. Брюшко циприсовидной личинки редуцировано. У неё есть лобный глазок, две пары антенн, две мандибулы, две пары максилл и шесть пар грудных ног.

## Развитие
Циприсовидная личинка плавает, потом садится на дно, прикрепляется первыми антеннами к субстрату и проходит метаморфоз, преобразуясь во взрослого усоногого рака. Антенны исчезают, раковинная складка становится мантией, где возникают скелетные пластинки, типичные для взрослых раков. У усоногих-паразитов, таких, как саккулина, циприсовидная личинка проходит регрессивный метаморфоз.